# Tsukuba (Ibaraki)
Tsukuba (jap. つくば市, -shi) ist eine Stadt in der Präfektur Ibaraki auf Honshū, der Hauptinsel von  Japan. Tsukuba liegt rund 60 km nordöstlich von Tokio.

## Übersicht
Tsukuba wurde Ende der 1960er Jahre „auf der grünen Wiese“ erbaut, um den Ballungsraum Tokio zu entlasten. Verlegt oder neu gegründet wurden dabei öffentliche und private wissenschaftliche und technische Forschungsinstitute. Zunächst auf der Schnittstelle von vier Landkreisen errichtet, hatte Tsukuba eine komplizierte Verwaltungsstruktur. 1987 entstand dann durch Zusammenlegung die Stadt Tsukuba, die erste in Japan, die ihren Namen nicht in Kanji, sondern in Silbenschrift wiedergab.
Der Asteroid (7788) Tsukuba wurde nach der Stadt benannt.

## Geografie
In der Nähe befindet sich der bekannte Berg Tsukuba als Namensgeber.

## Sehenswürdigkeiten
- Ōmi-dō

## Verkehr
- Straße:
  - Jōban-Autobahn nach Tokio oder Iwaki
  - Nationalstraße 6 nach Chūō oder Sendai
  - Nationalstraße 125 nach Katori oder Kumagaya
  - Nationalstraße 354 nach Takasaki oder Hokota
  - Nationalstraße 408 nach Narita oder Takanezawa
- Bahn:
  - Tsukuba Express (TX) nach Akihabara (Tokio)
- Bus
  - Direkte Linie zum Flughafen Tokio-Narita
  - Direkte Linie zum Flughafen Haneda

## Bildung

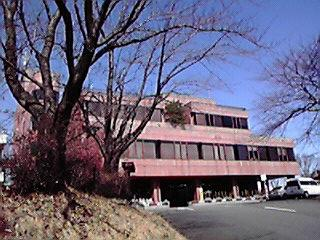
Tsukuba Rathaus

Tsukuba besitzt drei Universitäten, die Universität Tsukuba, die Tsukuba-Gakuin-Universität und die medizinische Fakultät der Universitätsklinik Tsukuba, über 300 staatliche und private Forschungsinstitute, sowie eine Vielzahl von Unternehmen der Hightechindustrie. Im Jahre 1985 fand in Tsukuba vom 17. März bis zum 16. September die Internationale Ausstellung Tsukuba unter dem Motto „Wohnungen und Umfeld – Wissenschaft und Technik für den Menschen daheim“ statt. Ein Jahr später wurde das Tsukuba Expo Center als Wissenschaftsmuseum eröffnet, auch der Kagaku Bampaku Kinen Kōen (Expo-Erinnerungspark) erinnert noch heute an diese Weltausstellung.
Neben einer Reihe anderer Forschungseinrichtungen unterhält auch die JAXA im Tsukuba Space Center ein Forschungsinstitut mit mehreren Testlabors und technischen Einrichtungen für Fertigung und Entwicklung. Hier befindet sich auch das KEK, ein nationales Forschungszentrum für Hochenergiephysik. Vier Nobelpreisträger, für Physik des Jahres 1965, Shin’ichirō Tomonaga, für Chemie des Jahres 1973, Leo Esaki, für Physik des Jahres 2000, Hideki Shirakawa, und für Physik des Jahres 2008, Makoto Kobayashi, forschten in Tsukuba.

## Städtepartnerschaften
- Cambridge, Massachusetts, USA
- Irvine, Kalifornien, USA
- Milpitas, Kalifornien, USA
- Shenzhen, Guangdong, VR China
- Bochum, Nordrhein-Westfalen, Deutschland

## Angrenzende Städte und Gemeinden
- Tsuchiura
- Ishioka
- Ushiku
- Ryugasaki
- Shimotsuma
- Sakuragawa
- Tsukubamirai
- Chikusei
- Jōsō

## Persönlichkeiten
- Hiruyuki Masuyama (* 1968), Künstler[1]
- Gorō Kawanami (* 1991), Fußballspieler
- Hirohito Shinohara (* 1993), Fußballspieler
- Masato Yuzawa (* 1993), Fußballspieler